# 碧欧泉
碧欧泉（Biotherm），保養品品牌，起源于1950年代，隶属法国莱雅集团。产品主要针对年轻20至35岁年轻女性，涉及面部护肤，彩妆和身体护理。其碧欧泉男士护肤（Biotherm Homme）为全球销量最大，产品线最齐的男士护理品牌。